# Palais Ruspoli
Le palais Ruspoli est un palais situé à Rome. Le palais est situé sur la Via del Corso, dans le centre historique de la capitale. Il fut construit au cours du XVIe siècle par la famille aristocratique papale du même nom.

## Histoire

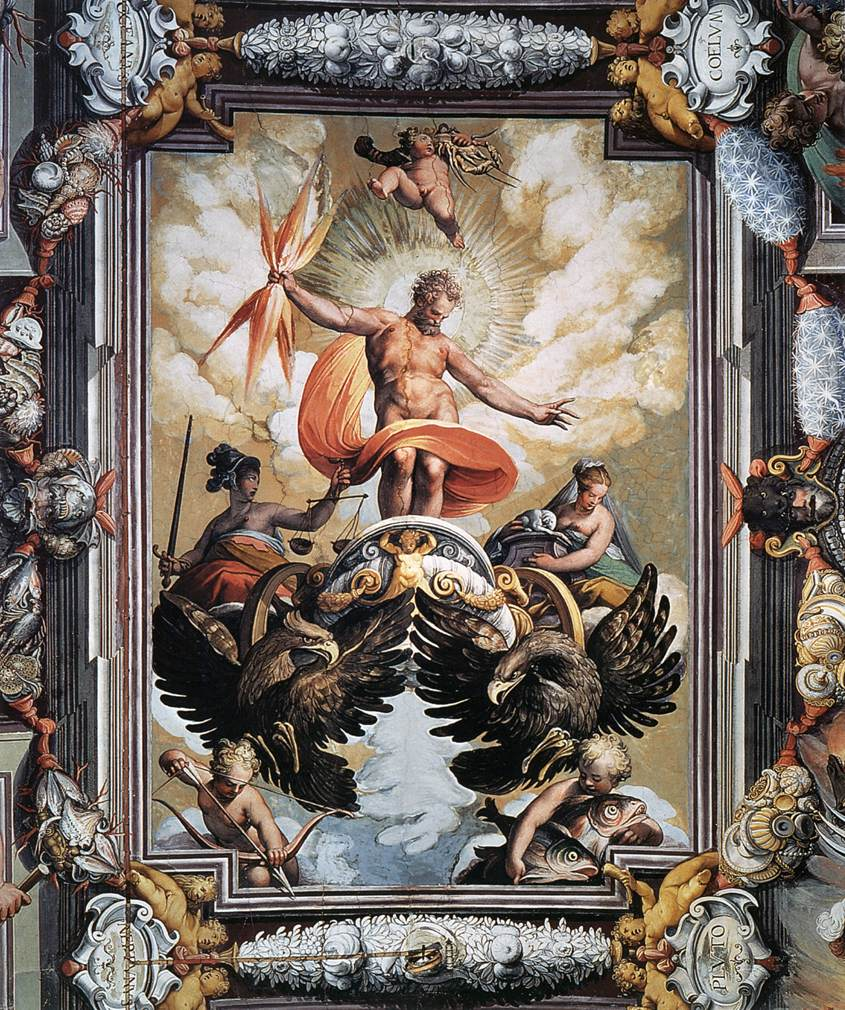
Fresque situé dans le Palais.

Le palais fut construit au XVIe siècle pour le compte de la famille Jacobilli, qui manqua cependant d'argent pour l'achever et qui fut donc dans l’obligation de le vendre en 1583 à la famille toscane Rucellai, qui chargea l’architecte et sculpteur Bartolomeo Ammannati (1511-1592) de terminer le bâtiment.
Le projet initiale d'Ammannati se concentrait essentiellement sur la construction de la façade officielle situé le long de l'actuelle Via del Corso, ainsi que de la loggia donnant sur le jardin, dont la galerie fut peinte à fresque par le peintre Jacopo Zucchi des années plus tard puis enrichie de la collection de sculptures antiques des princes Rucellai.
Finalement, le 21 août 1591, le palais fut vendu par les Rucellai. L’acquéreur (qui acheta le palais pour 12 000 écus), fut le cardinal Gian Vincenzo Gonzaga, lui même sixième fils de Ferrante Ier Gonzaga, seigneur de Guastalla. Le cardinal en fit sa résidence romaine.
Quelques années plus tard, en 1629, le palais fut acheté par le cardinal Luigi Caetani dans le but de lui servir de résidence ainsi qu’à sa famille. Luigi Caetani chargea à son tour l’architecte Bartolomeo Breccioli de modifier la façade du palais sur l'actuel Largo Goldoni. Le cardinal avait le projet d’y ajouter des fenêtres et d’agrandir la structure, le privant d'un entrepôt construit un siècle plus tôt. Les derniers travaux du palais furent également commandés par la famille Caetani en 1640 à l’architecte Martino Longhi le Jeune (1602-1656), qui réalisa le majestueux escalier de plus de cent marches qui relie, encore aujourd'hui, le portique du palais à la loggia de la cour intérieure et jusqu'à la tour belvédère située au-dessus du toit. Cet escalier, devenu très connu à Rome, a été inclus par tradition, parmi les quatre merveilles de Rome. De plus, chacune de ses marches est réalisée à partir d'un seul bloc de marbre. Le long de l'escalier se trouvaient les bustes antiques des empereurs Hadrien et Claude, Bacchus et Silène, Apollon, Mercure, une femme habillée en Hercule, et Esculape.
En 1713 , l’architecte Michelangelo Caetani, lourdement endetté envers les princes Ruspoli, dut leur céder le palais. De cette famille, qui en est encore en partie propriétaire aujourd'hui, l'édifice prit le nom qu'il conserve encore aujourd'hui. Les Ruspoli était alors l’une des plus importantes familles de la noblesse pontificale.

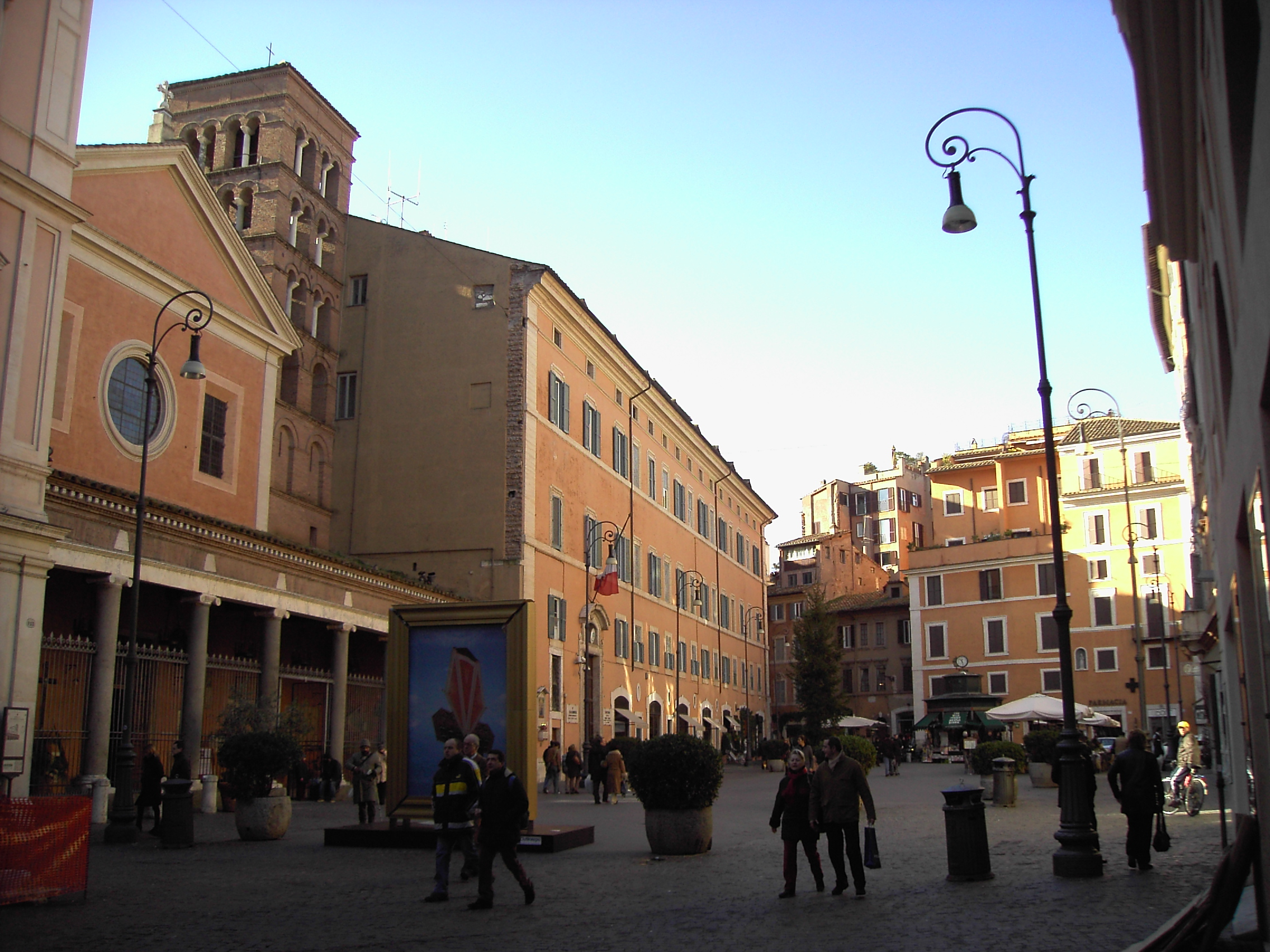
Basilique de San Lorenzo in Lucina et le Palais Ruspoli

Au cours du XVIIIe siècle, le célèbre compositeur allemand Georg Friedrich Händel séjourna dans le palais et y composa le célèbre oratorio La Resurrezione. Händel (Haendel en français) fut également maître de chœur pour le compte des princes Ruspoli, et ce durant quelques années.
Durant la première partie du XIXe siècle et jusqu'en 1879, à l'initiative de la famille Ruspoli elle-même, le rez-de-chaussée fut utilisé pour des activités commerciales. Le célèbre « Caffè Nuovo » fut ainsi ouvert ici. Il devint rapidement l'un des lieux les plus élégants et exclusifs de la ville.
Le Palais accueilla également de nombreux hôtes illustres tel que l'empereur français Napoléon III, qui était venu séjourner ici étant enfant avec sa mère, la reine de Hollande née Hortense de Beauharnais, de 1823 à 1835 ; cette dernière lui commanda, avec l'autorisation des propriétaires, quelques fresques pour son séjour, dans le plus pur style du Premier Empire français.
La famille Bonaparte fut tellement impressionnée par Rome et le Palais Ruspoli qu'en 1859 un cousin de Napoléon III, Napoléon-Charles Bonaparte, épousa ici la princesse Cristina Ruspoli, établissant définitivement un lien étroit entre les familles Ruspoli et Bonaparte. Le Palais fut également le lieu de résidence d’Emmanuelle de Dampierre, petite-fille du prince Emanuele Ruspoli et épouse de l’infant Jacques d’Espagne. Le fils ainé du couple, le prince Alphonse, futur prétendant au trône de France, fut baptisé dans la chapelle.
Dans le jardin du Palazzo Ruspoli, en 1870, eut lieu l'une des dernières batailles entre les tirailleurs piémontais et l'armée papale après la brèche de la Porta Pia. Cet affrontement vit la mort de 19 zouaves pontificaux. A cette occasion, la princesse Cristina Ruspoli récupéra le drapeau qui flottait au-dessus de la porte d'entrée de la ville et l'a ensuite conservé dans son palais romain où il est resté jusqu'en 2011 lorsque, à l'occasion des célébrations du 150e anniversaire de l'unification de l'Italie, le drapeau fut rendu par le prince Sforza Ruspoli à la Cité du Vatican, lors d’une cérémonie solennelle, entre les mains du cardinal Tarcisio Bertone.

## Description
Le bâtiment présente des façades sur trois côtés, avec des fenêtres à architraves au premier étage, avec des tympans au deuxième étage et avec un cadre simple au troisième étage.
Les anciennes écuries du palais servent aujourd'hui de lieu d'expositions d'art.

## Note
1. ↑  Géoportail et Google Maps
2. ↑  (it) Renata Salvarani, I Gonzaga e i papi. Roma e le corti padane fra Umanesimo e Rinascimento (1418-1620), Rome, 2014
3. ↑  (it) « La bandiera del Papa torna in Vaticano », sur lastampa.it, 21 septembre 2011